# Пенков
Пенков (нем. Penkow) — община в Германии, в земле Мекленбург-Передняя Померания.
Входит в состав района Мюриц. Подчиняется управлению Мальхов.  Население составляет 288 человек (на 31 декабря 2010 года). Занимает площадь 9,27 км².